# Grote Ringlijn
De Grote Ringlijn (Russisch: Большая кольцевая линия, БКЛ, BKL) is de buitenste ringlijn van de metro van Moskou. De lijn is in de jaren 60 van de twintigste eeuw goedgekeurd en in de planning opgenomen. Het is, samen met lijn 12, een van de twee metrolijnen die niet aansluit op de Koltsevaja-lijn. Het depot van de lijn ligt bovengronds ten zuiden van Varsjavskaja langs de spoorlijn naar de Wolgaregio.

## Geschiedenis

### ZiL verlenging
In het algemeen ontwikkelingsplan van de Moskouse metro van 1938 was al sprake van een verlenging van de Zamoskvoretskaja-lijn ten zuiden van Zavod im Stalin (ZiS). Het zuidelijke eindpunt zou komen bij de zogeheten ZiS-nederzetting tussen de huidige stations Varsjavskaja en Kachovskaja, waar veel personeel van ZiS woonde. Na de dood van Stalin werd de autofabriek (Avtozavodskaja) omgedoopt in Zavod imeni Lichatsjova, maar de roep om een metroverbinding voor het personeel bleef bestaan.

### Buitenring
In de jaren zestig van de twintigste eeuw werd gezocht naar mogelijkheden om reizigers buiten het centrum om tussen de buitenwijken te laten reizen. Hieruit kwam het plan voor een buitenringlijn ongeveer halfweg de Koltsevaja-lijn en de MKAD, die in het ontwikkelingsplan voor de metro uit 1965 werd opgenomen. Het zuidoost kwadrant zou lopen van Kachovskaja naar Sjosse Enthusiastov via station Pererva en metrostation Ljublino. Het noordoost kwadrant zou vervolgens de ringspoorlijn volgen tot de kruising met de spoorlijn Moskou - St. Petersburg. Het noordwest kwadrant zou vervolgens via Vojkovskaja en Karamysjevskaja, het op 5 juli 1965 een na westelijkste station, Koentsevskaja bereiken. Dit laatste station zal op de Grote Ringlijn de naam Mozjajskaja krijgen. Het zuidwest kwadrant loopt van hier naar Kachovskaja. Begonnen werd met de aanleg van zuidoost kwadrant, waarbij het beoogde kruisingsstation met lijn 2, Kasjirskaja meteen viersporig werd uitgevoerd om overstappen op hetzelfde perron mogelijk te maken. Tegelijk met de bouw van deze stations werd ook de verlenging van lijn 2 tot Kasjirskaja ter hand genomen. Hiermee werd de ZiL-verlenging in de periode 1965-1969 alsnog gerealiseerd. De ZiL-verlenging werd op 11 augustus 1969 geopend als zuidelijk deel van lijn 2. De bouw van de buitenringlijn kwam daarna tot staan en eind 1984 verscheen in de Pravda een artikel waarin o.a. gesteld werd dat de buitenringlijn de opstoppingen in de metro niet zou oplossen waarop in 1987 een plan kwam met vier randlijnen in plaats van de buitenringlijn. In 1990 zijn nog twee stations, namelijk Oelitsa Podbelskogo en Tsjerkizovskaja, van de buitenringlijn geopend, zij het als onderdeel van lijn 1.

### Kachovskaja-lijn

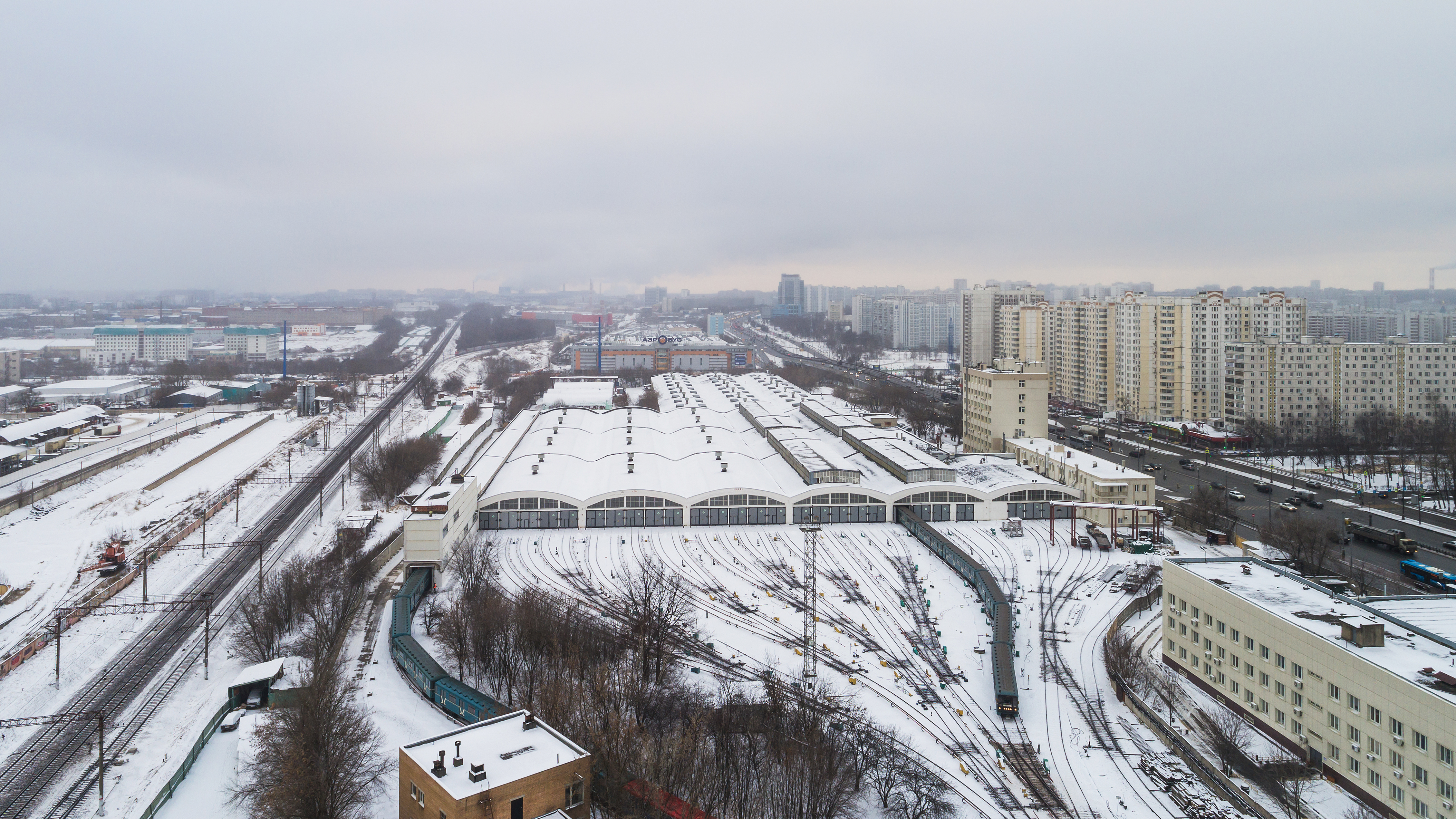
Het depot van de Grote Ringlijn

In afwachting van de verdere verlenging van lijn 2 in zuidelijke richting werden de drie stations van de Grote Ringlijn op 11 augustus 1969 in dienst genomen als de laatste drie stations van lijn 2. Op 28 maart 1984 werd de verdere verlenging van lijn 2 geopend en werd het traject naar Kachovskaja een zijlijn van lijn 2. De treinen reden nu om en om over de zijlijn of verder naar het zuiden. Naarmate lijn 2 aan de zuidkant steeds verder verlengd werd veranderde ook de verhouding in reizigers aantallen tussen de beide takken en werd besloten om slechts 1 op de 3 treinen via de zijlijn te laten rijden. Vanwege de aanhoudende logistieke problemen werd besloten om aan de noordkant van Kasjirskaja een keerspoor te bouwen en op 20 november 1995 werd dit in gebruik genomen. Sindsdien fungeerde de zijlijn operationeel als zelfstandige lijn waarop een pendeldienst werd onderhouden. Deze zelfstandige zijlijn met drie stations kreeg in 1995 het lijnnummer 11 en werd Kachovskaja-lijn genoemd en de perrons van deze lijn 11 kregen bij Kasjirskaja stationsnr 160. Met 3,4 kilometer was het de kortste lijn van het net. In 2016 werd, in verband met de geplande opening van vijf nieuwe stations aan het einde van dat jaar, het lijnnummer gewijzigd in 11A, de betreffende stations werden echter pas op 26 februari 2018 geopend. In verband met de aansluiting van de tunnels ten westen van Kachovskaja werd dat station op 30 maart 2019 gesloten en op 26 oktober 2019 werd de dienst op lijn 11A gestaakt in afwachting van de integratie in de Grote Ringlijn op 1 maart 2023.

### Helemaal rond

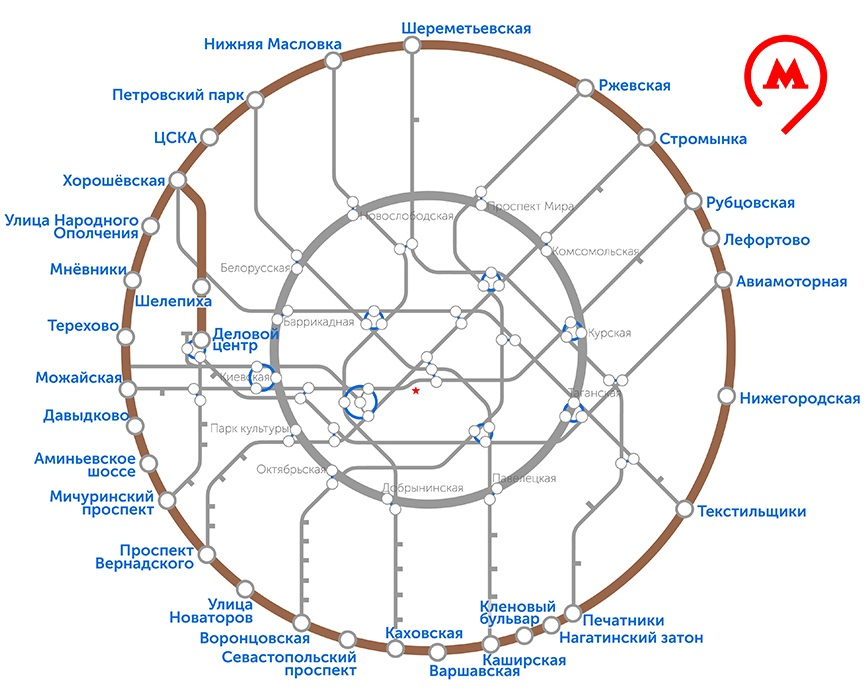
De Grote Ringlijn

De bouw van de Grote Ringlijn was na 1969 tot staan gekomen, maar in het tienjarenplan 2011-2020 is de Buitenringlijn als het project Derde overstap contour weer opgenomen. Hierdoor wordt onder lijnnummer 11 alsnog een Grote Ringlijn gebouwd, zij het via een andere route dan in de aanvankelijke plannen. In het plan uit 1965 liep het noordelijke deel vrijwel gelijk met de ringspoorlijn uit 1908. Deze ringspoorlijn is echter in september 2016 als lijn 14 heropend voor personenverkeer, zodat het noordelijke deel van de Grote Ringlijn en stuk dichter bij het centrum komt te liggen. In november 2017 werd besloten om de werknaam Derde overstap contour te vervangen door Bolsjaja Koltsevaja Linija (Grote Ringlijn). De eerste vijf stations, waaronder twee van de tijdelijke zijlijn, aan de westkant van het centrum zijn geopend op 26 februari 2018, dit deeltraject is als lijn 11 in de dienstregeling opgenomen. Op 30 december 2018 werd het zesde station Savjolovskaja geopend. Op 1 maart 2023 werden de laatste delen van de lijn geopend voor het reizigersverkeer. Sinds de sluiting van de tijdelijke zijlijn op 22 juni 2024 kent de lijn 29 stations over een lengte van 57,5 km.

#### Zuidwest
Het zuidwest kwadrant is alsnog worden aangelegd conform het oorspronkelijke plan. De opening van het deel van Kachovskaja en Mitsjoerinski Prospekt was gepland voor 2018. De overige drie stations tot Koentsevskaja een jaar later. Door vertraging bij de bouw van de stations door wijzigingen in de ontwerpen is het westelijke deel van de grote ringlijn pas op 7 december 2021 geopend samen met de heropening van Kachovskaja uit 1969.

#### Zuidoost
De al in 1969 geopende stations, de Kachovskaja-lijn, van het Zuidoost kwadrant zijn opgenomen in de Grote Ringlijn. De rest van het zuidoost kwadrant is herzien en komt ongeveer één station dichter bij het centrum te liggen dan in het oorspronkelijke plan, de opening van dit stuk was gepland voor 2019 maar zou volgens het opleveringsschema uit 2019 pas in 2023 gereed komen, hetgeen op 1 maart 2023 een feit was. Het station Nizjegorodskaja heeft vier sporen om overstappen op hetzelfde perron met de Nekrasovskaja-lijn mogelijk te maken.

#### Noordoost
Het noordoost kwadrant van de buitenringlijn is niet opgenomen in de Derde overstap contour en de twee reeds gebouwde stations zullen geen deel uitmaken van de Grote ringlijn. In plaats daarvan is een route gekozen langs de derde autoring die langs de noord en oost rand van de binnenstad de stations Delovoj Tsentr en Nizhegorodskaja verbindt en daarna verder naar het zuidoosten loopt. Het gevolgde traject valt samen met het noordelijke deel van een voorstel uit 1938 voor de Koltsevaja-lijn, die uiteindelijk dichter langs het centrum is gelegd. De destijds geplande stations; "Rizjski station" thans Rizjskaja, Lefortovo en "Hamer en sikkel fabriek" thans Aviamotornaja zijn alsnog gebouwd als onderdeel van de Grote Ringlijn. Het deeltraject tussen Elektrozavodskaja en Nizhegorodskaja werd tot 20 februari 2023 als onderdeel van lijn 15 worden geëxploiteerd, sindsdien is het deeltraject ten zuidoosten van Nizhegorodskaja 2023 operationeel zelfstandig. Na de aansluiting van de sporen van de rest van de Grote Ringlijn werd de ring op 1 maart 2023 gesloten en rijdt lijn 11 de hele ronde.

#### Noordwest
Van het noordwest kwadrant worden slechts twee stations gerealiseerd en ten noorden van Nizjnije Mnjovniki buigt de lijn dan af naar het oosten om bij Chorosjovskaja aan de route langs de derde autoring aan te takken. Petrovski Park was in het Ringlijn voorstel van 1938 al opgenomen als Dinamo. De stations Sjelepicha en Delovoj Tsentr zijn onderdeel van de Roebljovo-Archangelskaja-lijn maar zijn tussen 26 februari 2018 en 22 juni 2024 als zijlijn van lijn 11 geëxploiteerd. Er is geopperd dat na voltooiing van de tunnels aan de noordrand van de stad een doorgaande dienst tussen Nekrasovska en Rasskazovka ingesteld kan worden zolang lijn 8 niet is voltooid. De stations van de zijlijn zijn echter op 22 juni 2024 gesloten in afwachting van de opening van de Roebljovo-Archangelskaja-lijn.

## Metrostations
Hier worden ook overstapmogelijkheden met treinverbindingen aangegeven.
| Station                | Overstappunt     | Foto | Opening          | Nr. | Opmerkingen |
| ---------------------- | ---------------- | ---- | ---------------- | --- | --- |
| Chorosjovskaja         |                  |      | 26 feb 2018      |     | Derde overstap contour |
| CSKA                   |                  |      | 26 feb 2018      |     | Tijdens de bouw Chodynskoje Polje genoemd                                                                                                  |
| Petrovski Park         |                  |      | 26 feb 2018      |     | Derde overstap contour |
| Savjolovskaja          |                  |      | 30 dec 2018      |     | Tijdens de bouw Nizjnjaja Maslovka genoemd                                                                                                 |
| Marina Rosjtsja        |                  |      | 1 maart 2023     |     | Derde overstap contour |
| Rizjskaja              |                  |      | 1 maart 2023     |     | Derde overstap contour |
| Sokolniki              |                  |      | 1 maart 2023     |     | Derde overstap contour |
| Elektrozavodskaja      |                  |      | 31 december 2020 |     | Opening als onderdeel van lijn 15 Sinds 1 maart 2023 lijn 11.                                                                              |
| Lefortovo              |                  |      | 27 maart 2020    |     | Opening als onderdeel van lijn 15 Sinds 1 maart 2023 lijn 11.                                                                              |
| Aviamotornaja          |                  |      | 27 maart 2020    |     | Opening als onderdeel van lijn 15 Sinds 1 maart 2023 lijn 11.                                                                              |
| Nizjegorodskaja        |                  |      | 27 maart 2020    |     | Opening sporen Grote Ringlijn op 1 maart 2023                                                                                              |
| Tekstilsjtsjiki        |                  |      | 1 maart 2023     |     | |
| Petsjatniki            |                  |      | 1 maart 2023     |     | |
| Nagatinski Zaton       |                  |      | 1 maart 2023     |     | |
| Klenovij Boelvar       |                  |      | 1 maart 2023     |     | |
| Kasjirskaja            |                  |      | 11 aug 1969      | 160 | Van 26 oktober 2019 tot 1 maart 2023 gesloten voor groot onderhoud en de aansluiting van de rest van het zuidoost kwadrant op het station. |
| Varsjavskaja           | BKV vonat symbol |      | 11 aug 1969      | 027 | Van 26 oktober 2019 tot 1 maart 2023 gesloten voor groot onderhoud en aanpassingen in verband met de overgang naar de grote ringlijn.      |
| Kachovskaja            |                  |      | 11 aug 1969      | 026 | Van 30 maart 2019 tot 7 december 2021 gesloten voor groot onderhoud en de aansluiting van het zuidwest kwadrant op het station.            |
| Zjoezino               |                  |      | 7 december 2021  |     | |
| Vorontsovskaja         |                  |      | 7 december 2021  |     | |
| Oelitsa Novarotov      |                  |      | 7 december 2021  |     | |
| Prospekt Vernadskogo   |                  |      | 7 december 2021  |     | |
| Mitsjoerinski Prospekt |                  |      | 7 december 2021  |     | |
| Aminjevskoje Sjosse    |                  |      | 7 december 2021  |     | |
| Davydkovo              |                  |      | 7 december 2021  |     | |
| Koentsevskaja          |                  |      | 7 december 2021  |     | |
| Terechovo              |                  |      | 7 december 2021  |     | |
| Mnjovniki              |                  |      | 1 april 2021     |     | |
| Narodnoje Opoltsjenje  |                  |      | 1 april 2021     |     | |